# Houthalen-Helchteren
Houthalen-Helchteren (Limburgisch: Hôtele-Helichtre) ist eine belgische Gemeinde in die Kempen der Region Flandern mit 30.896 Einwohnern (Stand 1. Januar 2024). Sie besteht aus den beiden Altgemeinden Helchteren und Houthalen, die 1977 fusionierten.
Der größere Ortsteil Houthalen war bis kurz vor dem Zweiten Weltkrieg eine ländliche Gemeinde. 1938 wurde ein Bergwerk (Steenkoolmijn van Houthalen) errichtet, was mit dem Anwachsen der Bevölkerung auch zum Bau der Siedlung Oude Cité und des Ortsteils Meulenberg durch den Bergwerksbetreiber führte. Weitere Ortsteile Houthalens sind Houthalen-Ost, Laak und Lillo.
Helchteren liegt nördlich von Houthalen an der N74 und bringt noch den Ortsteil Sonnis mit in die Gemeinde ein.
Hasselt liegt 12 km südlich, die niederländische Stadt Maastricht 28 km südöstlich und Brüssel etwa 72 km südwestlich.
Der nächste Autobahnanschluss zur  /  Houthalen-Zonhoven liegt unmittelbar südlich der Gemeinde. 

In Heusden-Zolder, Genk und Hasselt befinden sich die nächsten Regionalbahnhöfe. 

Maastricht Aachen Airport ist der nächste Regionalflughafen und der Flughafen Brüssel National nahe der Hauptstadt Brüssel ist ein internationaler Flughafen.

## Persönlichkeiten
- Marcel Hendrickx (1925–2008), Radrennfahrer
- Ingrid Daubechies (* 1954), Mathematikerin